# مطار أورلي
مطار باريس أورلي الدولي (إياتا: ORY، إيكاو: LFPO) هو مطار دولي يبعد عن جنوبي العاصمة الفرنسية باريس حوالي 14 كم، تنطلق منه الرحلات الدولية إلى أوروبا وأفريقيا والشرق الأوسط ومنطقة البحر الكاريبي، كان مطار أورلي المطار الرئيسي الذي يخدم باريس قبل بناء مطار شارل ديغول الدولي

## التاريخ
كما هو معروف أن المطار افتتح في الأصل كمنشأة في الضاحية الجنوبية لباريس في عام 1932 ومطار ثانوي ل لو بورجيه.

### الاستخدام
نتيجة لمعركة فرنسا في عام 1940، تم استخدام مطار أورلي من الاحتلال الألماني، وتمركز وحدات مقاتلة مختلفة، واستخدم في الهجوم طوال فترة الاحتلال. ونتيجة لذلك، تعرض أورلي مراراً وتكراراً لهجمات من القوات الجوية الأمريكية (USAAF)، ودُمِّر جزء كبير من بنيته التحتية، وتركت المدرجات مع قذائف عديدة للحد من فائدتها من قبل الألمان.
بعد معركة نورماندي، وانسحاب القوات الألمانية من منطقة باريس في آب / أغسطس 1944، تم إصلاح أورلي جزئياً من قبل المهندسين.

## الصور

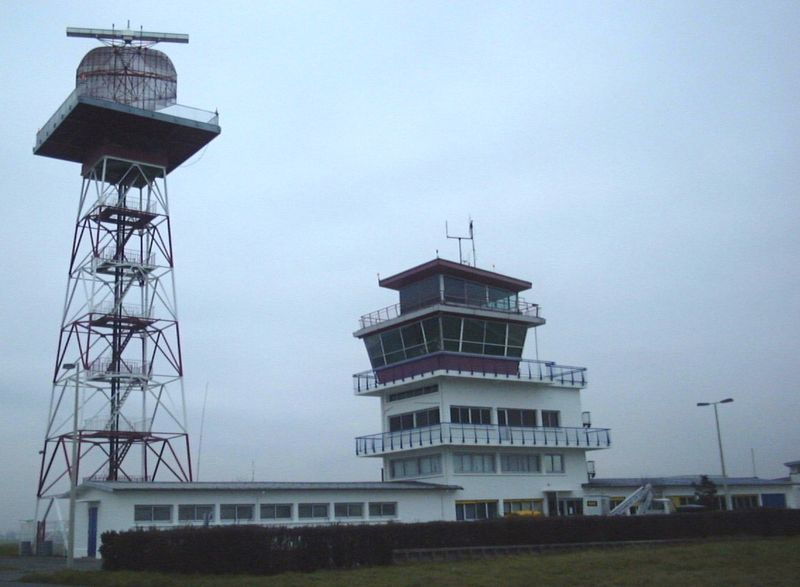
برج المراقبة القديم والذي أوقف العمل به حاليا.
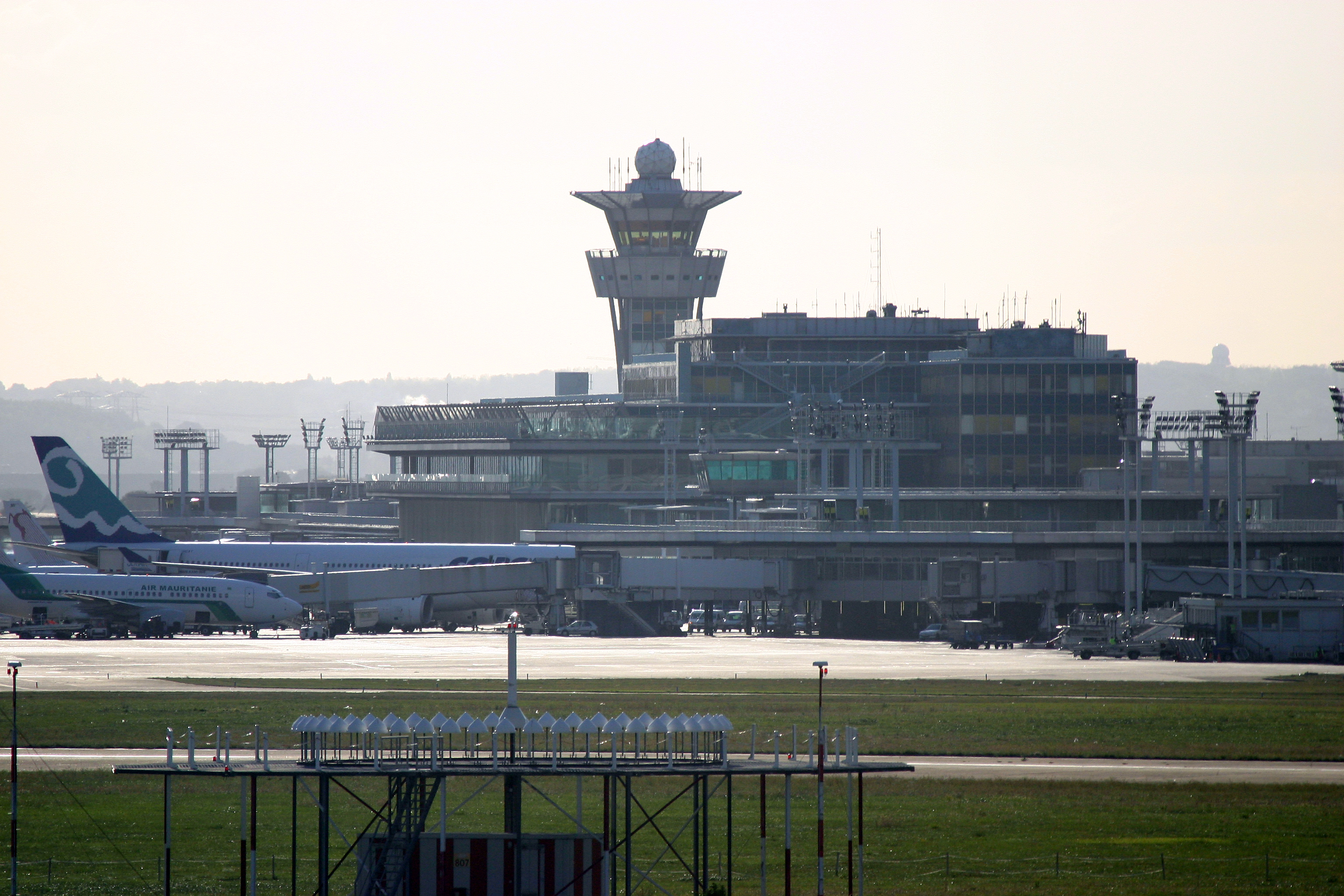
منظر على القسم الجنوبي من مطار أورلي وبرج مراقبته الخاص.
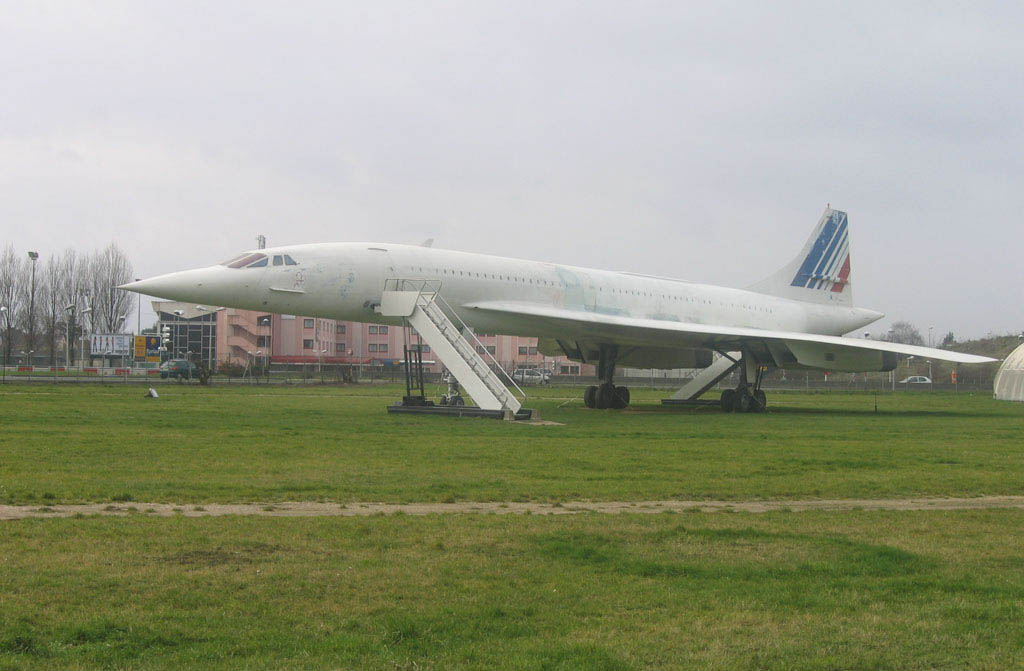
مجسم حقيقي لطائرة الكونكورد معروضة بين مدارج الطائرات.
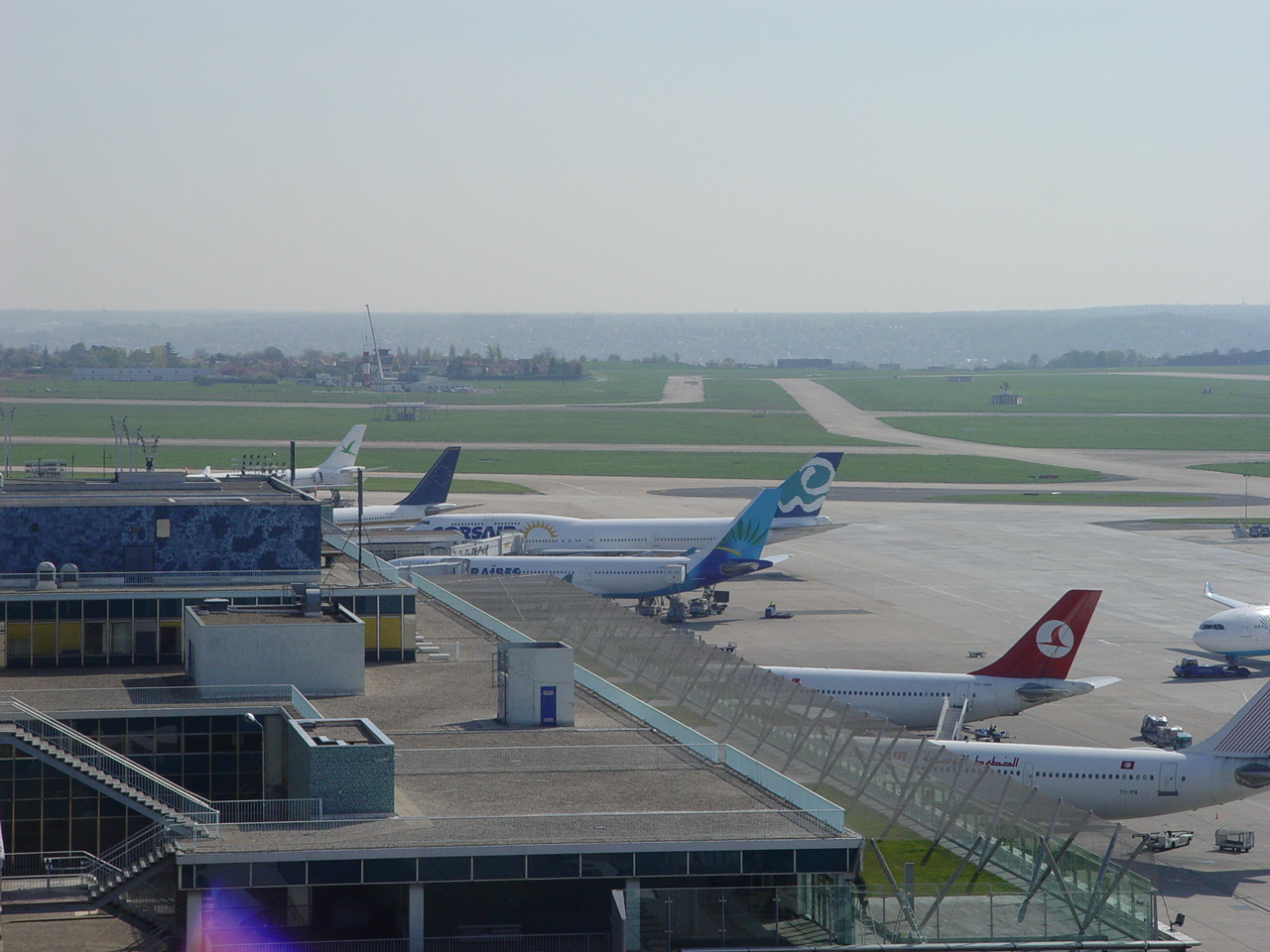
منظر لجزء من الموقف الجنوبي للطائرات في المطار.
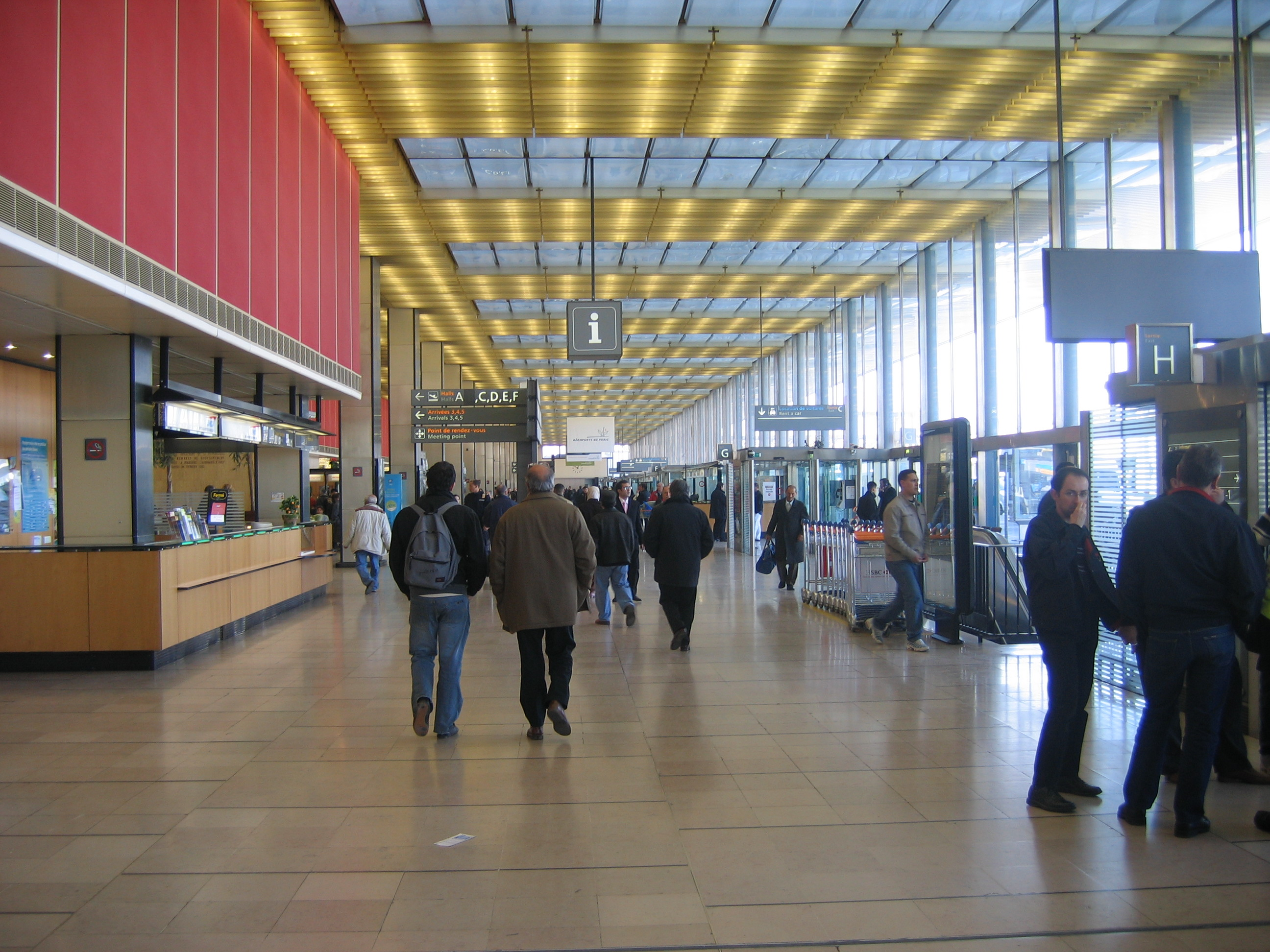
الطابق الأرضي للجزء الجنوبي لمطار أورلي.
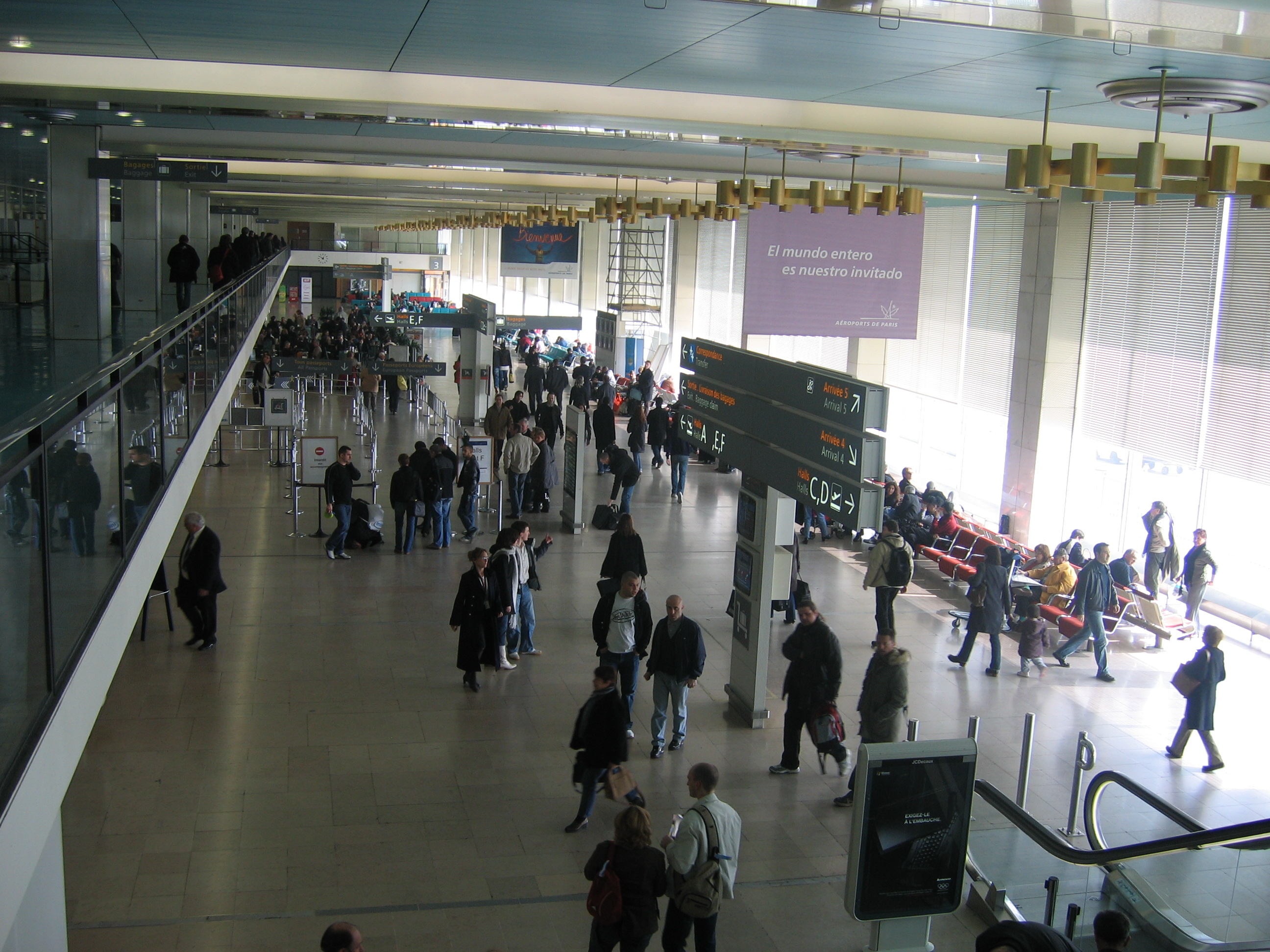
الطابق الأول للجزء الجنوبي لمطار أورلي.
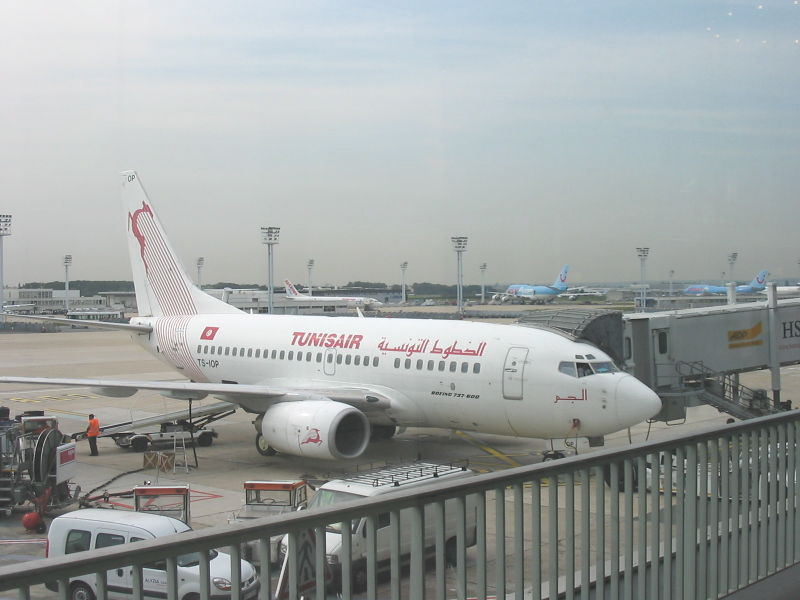
طائرة للخطوط التونسية رابضة في موقف الطائرات للجزء النوبي لأورلي.
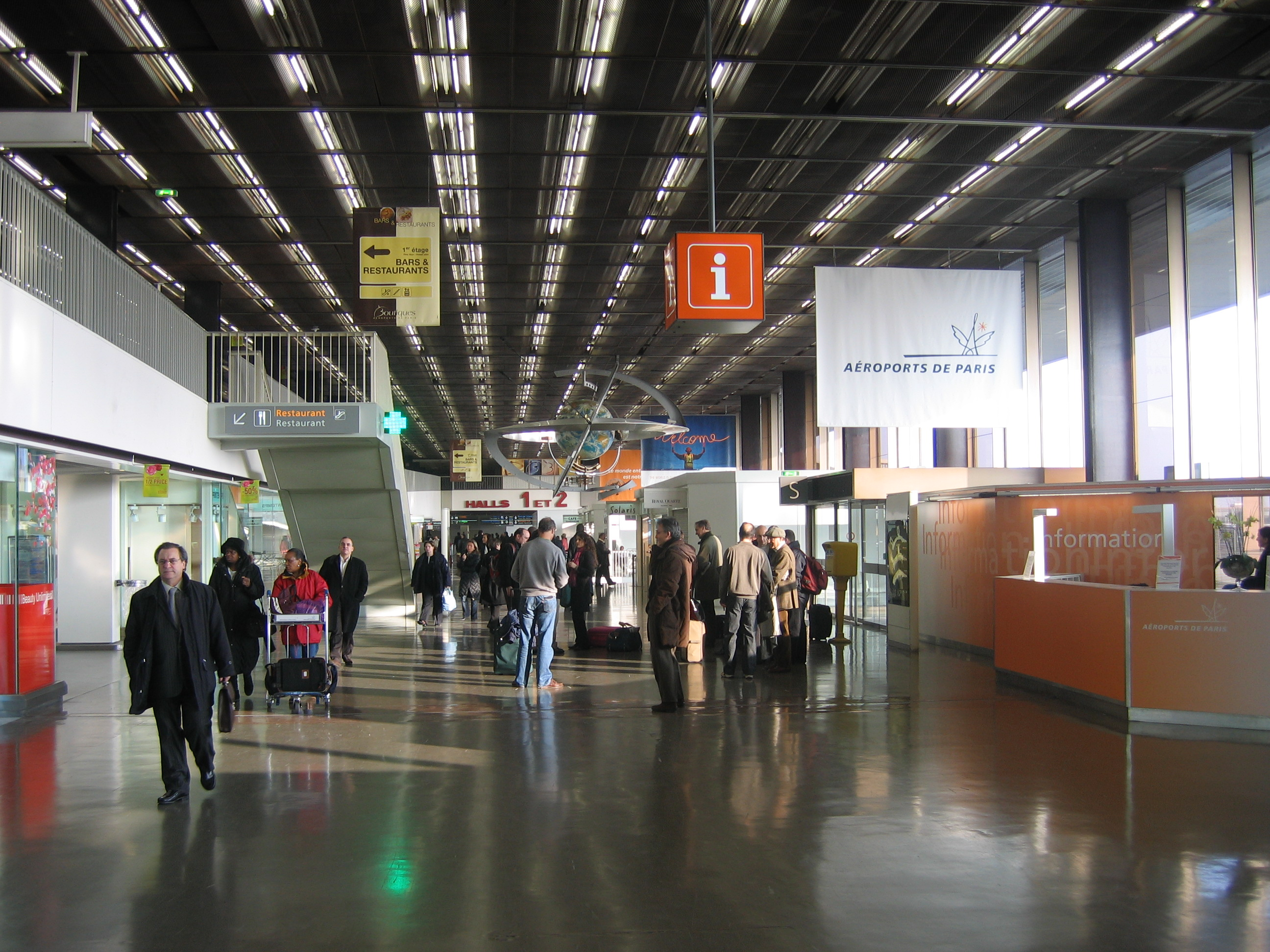
الطابق الأول للجزء الغربي من مطار أورلي.
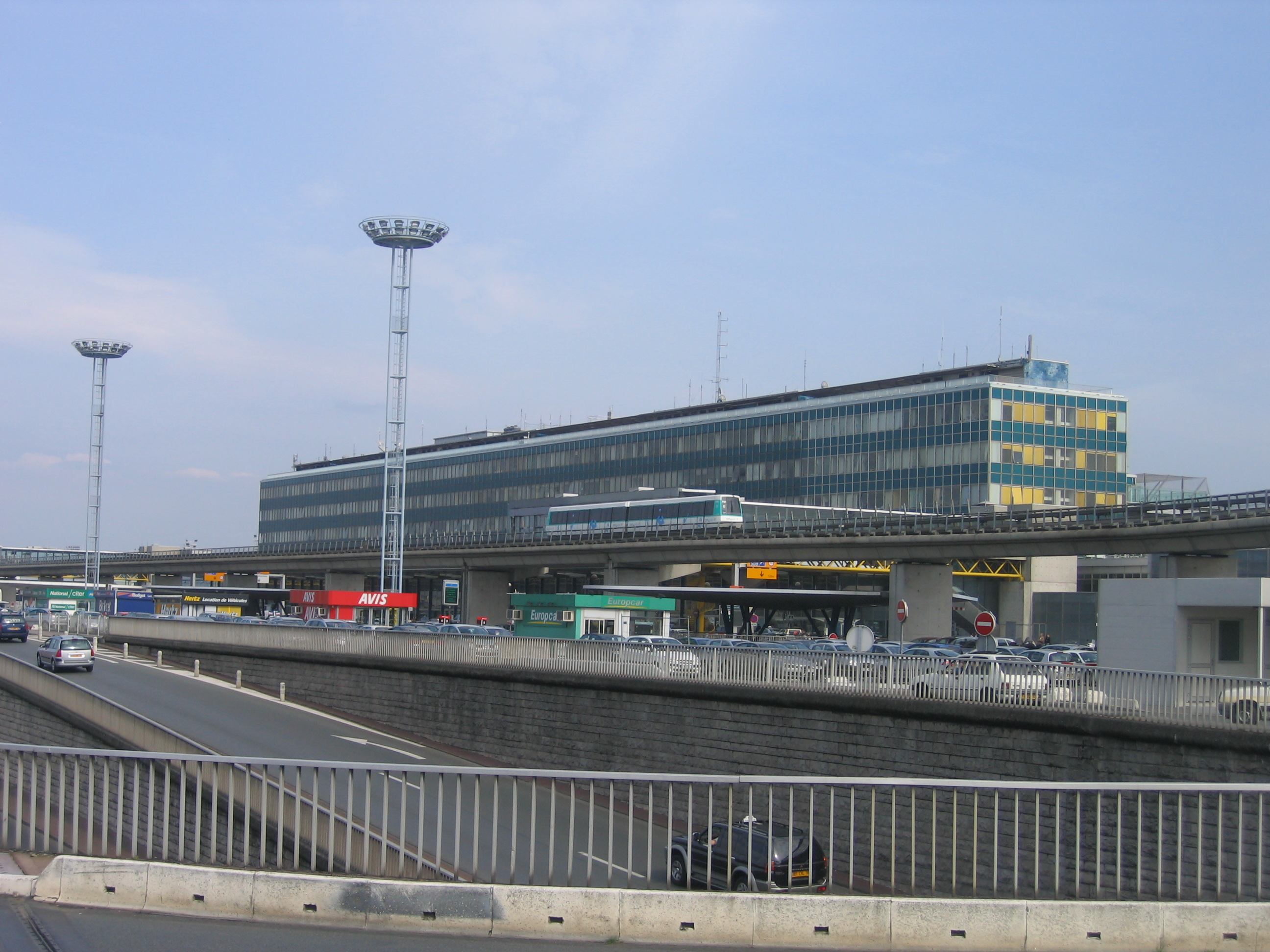
واحد من مجموعة المترو أورلي فال الخاصة بالمطار
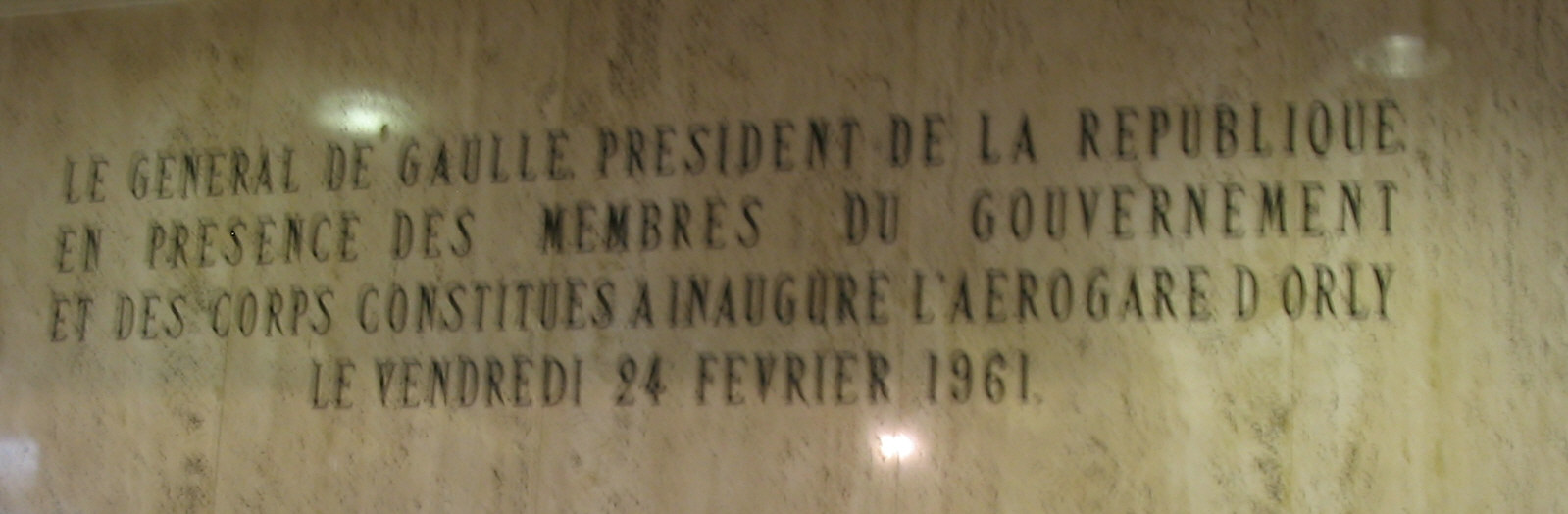
لوحة بمناسبة افتتاح الجزء الجنوبي من مطار أورلي بحضور الرئيس شارل دي غول في 24 فيفري 1961.